# Ольганув
Ольганув (пол. Olganów) — село в Польщі, у гміні Бусько-Здруй Буського повіту Свентокшиського воєводства.
Населення — 305 осіб (2011).
У 1975-1998 роках село належало до Келецького воєводства.

## Демографія
Демографічна структура на день 31 березня 2011 року:
|          | Загалом | Допрацездатний вік | Працездатний вік | Постпрацездатний вік |
| -------- | ------- | ------------------ | ---------------- | -------------------- |
| Чоловіки | 148     | 29                 | 107              | 12                   |
| Жінки    | 157     | 33                 | 87               | 37                   |
| Разом    | 305     | 62                 | 194              | 49                   |